# Lingue dell'Australia
Le lingue parlate in Australia sono varie.
Possono grossolanamente dividersi in due grandi gruppi: le lingue australiane aborigene, cioè native (tra le quali si annoverano anche i creoli con l'inglese, quali per esempio il kriol, il Broken e l'Inglese aborigeno), e le lingue australiane non native. Tra queste ultime spicca l'inglese, unica lingua ufficiale, che in Australia ha assunto una forma particolare, l'inglese australiano, la cui forma gergale è talvolta scherzosamente definita strine.
Oltre all'inglese, grazie agli imponenti flussi migratori a partire dal secondo dopoguerra, in Australia son presenti lingue e dialetti provenienti da tutto il mondo, dall'Europa al Pacifico passando per l'Asia e l'Africa. Questi altri linguaggi non hanno influenzato la formazione dell'inglese australiano, a differenza delle lingue aborigene che, soprattutto nell'ultimo mezzo secolo, hanno contribuito all'aumento.